# スポット演芸
『スポット演芸』（スポットえんげい）は、1968年4月1日から1974年9月までNETテレビ（現・テレビ朝日）で放送されていた演芸番組である。放送時間は毎週月曜 - 土曜 12:55 - 13:00 （日本標準時）。
週6日間の帯で放送されていたミニ番組で、毎回様々な寄席芸人たちが屋外で芸を披露していた。
| NETテレビ 平日12:55枠＋土曜12:55枠 | NETテレビ 平日12:55枠＋土曜12:55枠        | NETテレビ 平日12:55枠＋土曜12:55枠 |
| 前番組                             | 番組名                                    | 次番組                             |
| ---------------------------------- | ----------------------------------------- | ---------------------------------- |
| 天気予報 / ポケットロータリー      | スポット演芸 （1968年4月1日 - 1974年9月） | スターアラカルト                   |